# Hydrellia alboguttata
Hydrellia alboguttata är en tvåvingeart som beskrevs av Friedrich Hermann Loew 1845. Hydrellia alboguttata ingår i släktet Hydrellia och familjen vattenflugor.
Artens utbredningsområde är Tyskland. Inga underarter finns listade i Catalogue of Life.